# Petko Vojnić Purčar
Petko Vojnić Purčar (odnosno Petar Vojnić Purčar) (Subotica, 16. veljače 1939. − Petrovaradin, 7. lipnja 2017.) bio je hrvatski književnik i sineast iz Vojvodine. Živio je i radio u Novome Sadu. Bio je vrlo plodni prozaik, pisac više knjiga pripovjedaka, pjesama, romana, novela i drama. Uz to bio je i pjesnik i zapaženi filmaš. Napisao je i brojne knjige eseja i putopisa. Snimio je nekoliko zapaženih kratkih filmova. 

## Životopis
Osnovno i srednje školovanje (gimnazija) imao je u Subotici. Odlazi studirati u Beograd, na Filološki fakultet, i to jugoslavensku i svjetsku književnost, a u Parizu studirao je multimedijalnu režiju.
Djela su mu prevedena na više jezika.
Drame su mu izvedene na kazališnim pozornicama u Osijeku i Subotici, a radijske drame su mu emitirane na postajama u Zagrebu, Novom Sadu, Beogradu i drugdje.
Pisao je za Klasje naših ravni.
Bio je član Upravnog odbora Društva književnika Vojvodine, Društva hrvatskih pisaca i hrvatskog PEN-centra.
Na njegov poticaj je DKV 2010. utemeljio nagradu za najbolju knjigu na hrvatskom jeziku, nagradu Ilija Okrugić Srijemac.
Književni kritičari su Vojnića Purčara uvrstili među vodeće hrvatske pripovjedače i romanopisce uopće, a djela Vojnića Purčara okvalificirali "čudesnim prizorom" i "neizbrisivim književnim žigom" suvremene hrvatske proze.

## Djela
Književna djela:
- Svetovi i svatovi, zbirka pripovjedaka, 1967.
- Odlazak Pauline Plavšić, roman, 1969. (dva izdanja)
- Dom sve dalji, roman, 1977. (4 izdanja)
- Ljubavi Blanke Kolak, roman, 1979.
- Kameno žito, pjesme, 1980.
- Prstenovani gavran, zbirka 16 pripovjedaka, 1983.
- Sol u vjetru, pjesme, 1985. (dobitnica Oktobarske nagrade Novoga Sada)
- Večernje buđenje, roman, 1987.
- Kraćenje života, drame, 1990.
- Putovanje prema Crnome moru, pjesme, 2002.
- Put u Egipat: Hodočasničke i vagabundske priče, zbirka 18 pripovjedaka, 2003.
- Miholjsko ljeto i druge priče, zbirka pripovjedaka, 2003.
- Crvenokošci, roman, 2003. (2 izdanja)
- Biznis je biznis - suvremena komedija u 2 čina
- Kult kornjače, zbirka 20 novela, 2005.
- Očas usprkos, poezija, 2006.
- Prstenovani gavran: drugi dio, knjiga novela, 2007.
- Prstenovani pisac, roman, 2008.

Svojim djelima je ušao u antologiju poezije nacionalnih manjina u Srbiji Trajnik (prireditelja Riste Vasilevskog).
Filmska djela:
Autor je nekoliko dokumentarno-igranih filmova.
- Golubari
- Rani radovi (Žilnik, Vojnić Purčar, Vučićević)
- Ljubavi Blanke Kolak (Jurjašević, Vojnić Purčar)
- Jedan dramatičan dan
- Posne godine-godine rodne
- Ljubav nas je održala
- Zemlja, zemlja (dobitnik nagrade Republike Srbije)

## Nagrade i priznanja
U svojim pjesmama ima suvremeni, moderni pjesnički izraz i oblik. Rabi metaforične likove (gavran), naracija mu je ponegdje bliska filmskoj, a u zadnjim djelima se posvetio i sudbini Hrvata u Panonskoj nizini, posebice mu u rodnoj Bačkoj.
Miroslav Krleža ga je u jednom razgovoru, naveo među "pisce europskoga kruga", od cjelokupne prozne produkcije. 
- Zlatna plaketa na XIII. Festivalu amaterskog filma Srbije 1968., za film Zemlja, zemlja...
- Srebrna plaketa 1968., za dokumentarni film Slikari na Tisi (autori Petko Vojnić Purčar, Mirko Pot i Jovan Štricki)
- Medu 16 antologija gdje je uvršten, valja navesti antologiju proze i poezije bunjevačkih Hrvata iz 1971., sastavljača Geze Kikića, u izdanju Matice hrvatske.
- Dobio je prestižnu NIN-ovu nagradu za roman "Dom sve dalji" 1977. godine.[2]
- 1985: Oktobarska nagrada Novoga Sada
- Godine 2003. mu je novela "Hrast lužnjak/Snivajući pod snijegom" na godišnjem natječaju zagrebačkog Večernjeg lista izabrana među 10 najboljih hrvatskih kratkih priča.
- Dobitnik je pulske "Arene".
- Dobitnik je Zlatnog medvjeda na berlinskom filmskom festivalu (za kategoriju film u cjelini).
- Godine 2009. dobio je nagradu "Balint Vujkov – dida" za životno djelo u području književnosti.[1]
- 2009.: Red Danice hrvatske, za osobite zasluge u očuvanju kulture hrvatskog naroda u Republici Srbiji[8]
- Godine 2014. dobio je nagradu za životno djelo Društva književnika Vojvodine.[1]
- 2015.: "Visoka žuta žita", za sveukupni književni opus i trajni doprinos hrvatskoj književnosti.[9]